# Поплав
Поплав — річка в Україні, у Поліському й Іванківському районах Київської області. Ліва притока Вересні (басейн Прип'яті).

## Опис
Довжина річки приблизно 7 км.

## Розташування
Бере початок в урочищі Казений Ліс. Тече переважно на південний схід через Калинівку, Шевченкове і впадає у річку Вересню, праву притоку Ужа.